# Andhra Bank
Andhra Bank est une banque dont le siège social est situé à Hyderabad en Inde. Elle est créée en 1923. Elle est détenue par l'état indien depuis sa nationalisation en 1980.

## Histoire
En août 2019, le gouvernement indien annonce la fusion d'Union Bank of India avec Andhra Bank et Corporation Bank, fusion qui prend effet en avril 2020 en créant un ensemble de 9500 agences et 13500 distributeurs automatiques.